# Ovalau

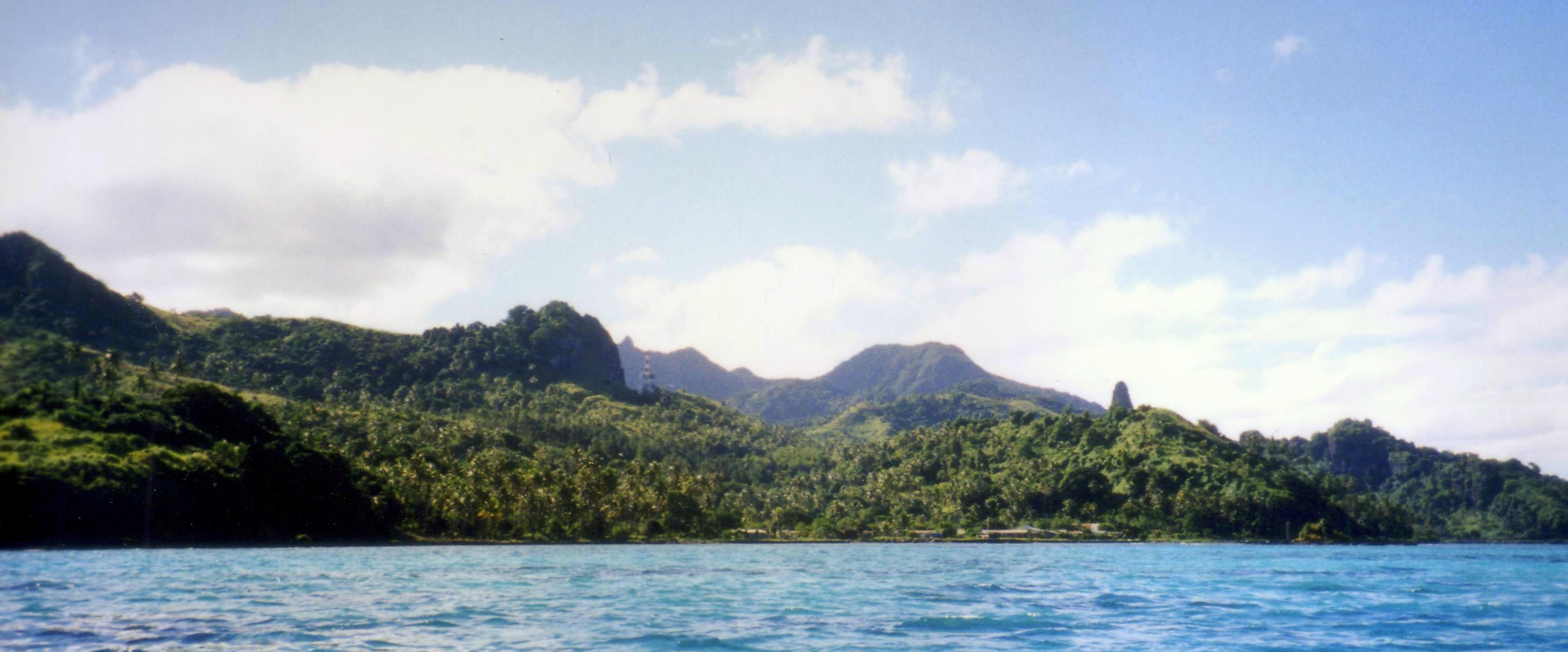

Ovalau (si pronuncia: [oβaˈlau]) è un'isola delle Figi nella Provincia di Lomaiviti.
Ha una superficie di 106,4 km² per 9.100 ab. Il borgo principale è Levuka.